# 太田為吉
太田 為吉（おおた ためきち、1880年（明治13年）11月12日 - 1956年（昭和31年）11月30日）は、日本の外交官。駐スペイン公使、駐ソビエト連邦大使。位階および勲等は正三位・勲一等。「大田」と表記される場合がある。

## 経歴
鳥取県気高郡青谷村（現在の鳥取市）出身。1901年（明治34年）に日本法律学校（現在の日本大学）を卒業。1903年（明治36年）に高等文官試験に合格し、1907年（明治40年）に外交官及領事官試験に合格した。領事官補として香港に勤務し、関東都督府事務官、ニューヨーク領事官補、アメリカ合衆国大使館三等書記官、メキシコ公使館二等書記官、サンフランシスコ総領事、オタワ総領事、中華民国公使館参事官を歴任した。1925年（大正14年）、駐スペイン公使に任命され、駐ポルトガル公使を兼ねた。1932年（昭和7年）、駐ソビエト連邦大使に就任した。
退官後は東亜興業株式会社取締役を務めた。
戦後は日本大学校友会会長を務めた。

## 栄典
- 1926年（大正15年）2月10日 - 旭日小綬章[8]
- 1940年（昭和15年）8月15日 - 紀元二千六百年祝典記念章[9]